# Organistas de la Seo de Manresa
Está documentada la existencia de órgano en la Basílica de la Seo de Manresa desde el año 1506. El primer organista titular es del año 1562. El Capítulo de la Seo elige el cargo de organista. El órgano actual de la Seu de Manresa es obra de Silvio Puggina, genovés que junto con Joan Rogent fundaron la Fábrica de Órganos Nuestra Señora de Montserrat en 1925. Es un instrumento de estética romántico-clásica que proviene de la Basílica de Montserrat y se instaló en la Seo en 1958, siendo inaugurado por el capuchino Robert de la Riba el 18 de enero de 1959. 
Los organistas titulares documentados son: 
- Miquel Aymerich del Bosch, 1562-1585
- Agustí Vinyes, 1585-1595
- Martí Padró, 1595
- Maurici Casanovas, 1596-1597
- Joan Novial, 1597-1598
- Pere Gil, 1598-1603
- Josep Sabater, 1603-1616
- Jaume Bena, 1616-1635
- Francesc Fadre, 1635-1660
- Jaumre Sirosa, 1660-1665
- Esteve Llor, 1665-1668
- Josep Dulachs, 1668-1705
- Francesc Espelt, 1705-1712
- Josep Monjo, 1712-1713
- Anton Serra, 1713-1715
- Josep Fortet, 1715-1716
- Aleix Muntada, 1716-1720
- Josep Fortet, 1720-1726
- Sebastià Viladrosa, 1726-1768
- Ramon Petzí, 1768-1816
- Mariano Matarrodona, 1816-1865
- Eudald Pla, 1959-1960
- Josep Maria Massana, 1960-1984
- Josep Maria Riubrogent, 1984-1994
- Josep Maria Basiana Cornet, 1994-1997
- Jordi Franch Parella, 1997- actualidad (2025)

- Datos: Q20101387